# Меркатино Конка
Меркатѝно Ко̀нка (на италиански: Mercatino Conca, на местен диалект Mercadèn, Меркаден, до 1940 г. Piandicastello, Пиандикастело) е село и община в Централна Италия, провинция Пезаро и Урбино, регион Марке. Разположено е на 275 m надморска височина. Населението на общината е 1131 души (към 2010 г.).